# Salis Abdul Samed
Salis Abdul Samed (Acra, 26 de marzo de 2000) es un futbolista ghanés que juega como centrocampista en el O. G. C. Niza de la Ligue 1.

## Trayectoria
El 24 de julio de 2019 se incorporó al Clermont Foot 63 en calidad de cedido por dos años desde la JMG Academy. Debutó con el club en una derrota por 2-2 (5-4 en los penaltis) en la Copa de la Liga de Francia ante el R. C. Lens el 27 de agosto de 2019. El 12 de julio de 2021 se trasladó al Clermont con carácter permanente y firmó un contrato de cuatro años.
El 24 de junio de 2022 fichó por el Lens en un traspaso que, según los informes, ascendió a 5 millones de euros. Firmó un contrato de cinco años con el club.

## Selección nacional

### Participaciones en Copas del Mundo
| Mundial              | Sede  | Resultado      | Partidos | Goles |
| -------------------- | ----- | -------------- | -------- | ----- |
| Copa Mundial de 2022 | Catar | Fase de grupos | 3        | 0     |

## Estadísticas

### Clubes
Actualizado al último partido disputado el 26 de abril de 2025.
| Club                           | Div.          | Temporada     | Liga  | Liga  | Copas nacionales | Copas nacionales | Copas internacionales | Copas internacionales | Total | Total |
| Club                           | Div.          | Temporada     | Part. | Goles | Part.            | Goles            | Part.                 | Goles                 | Part. | Goles |
| ------------------------------ | ------------- | ------------- | ----- | ----- | ---------------- | ---------------- | --------------------- | --------------------- | ----- | ----- |
| Clermont Foot 63 II Francia    | 5.ª           | 2019-20       | 7     | 0     | —                | —                | —                     | —                     | 7     | 0     |
| Clermont Foot 63 II Francia    | 5.ª           | 2020-21       | 1     | 0     | —                | —                | —                     | —                     | 1     | 0     |
| Clermont Foot 63 II Francia    | Total club    | Total club    | 8     | 0     | 0                | 0                | 0                     | 0                     | 8     | 0     |
| Clermont Foot 63 Francia       | 2.ª           | 2019-20       | 6     | 0     | 1                | 0                | —                     | —                     | 7     | 0     |
| Clermont Foot 63 Francia       | 2.ª           | 2020-21       | 6     | 0     | 0                | 0                | —                     | —                     | 6     | 0     |
| Clermont Foot 63 Francia       | 1.ª           | 2021-22       | 31    | 1     | 0                | 0                | —                     | —                     | 31    | 1     |
| Clermont Foot 63 Francia       | Total club    | Total club    | 43    | 1     | 1                | 0                | 0                     | 0                     | 44    | 1     |
| R. C. Lens Francia             | 1.ª           | 2022-23       | 33    | 1     | 4                | 0                | —                     | —                     | 37    | 1     |
| R. C. Lens Francia             | 1.ª           | 2023-24       | 27    | 0     | 0                | 0                | 8                     | 0                     | 35    | 0     |
| R. C. Lens Francia             | Total club    | Total club    | 60    | 1     | 4                | 0                | 8                     | 0                     | 72    | 1     |
| Sunderland A. F. C. Inglaterra | 2.ª           | 2024-25       | 10    | 0     | 1                | 0                | ―                     | ―                     | 11    | 0     |
| Sunderland A. F. C. Inglaterra | Total club    | Total club    | 10    | 0     | 1                | 0                | 0                     | 0                     | 11    | 0     |
| Total carrera                  | Total carrera | Total carrera | 121   | 2     | 6                | 0                | 8                     | 0                     | 135   | 2     |